# 熊谷祐紀
熊谷 祐紀（くまがい ゆうき）は、日本の映画監督。武蔵野美術大学卒業。

## 映画
- ROKUROKU（2018年公開）脚本
- ラーメン食いてぇ！（2018年公開）監督・脚本
- トウキョウ・リビング・デッド・アイドル（2018年公開）監督・脚本
- 熊本の彼氏（2025年公開）監督・脚本

## 短編映画
- こちらジョージ・クルーニー探偵社（2013年、ちちぶ映画祭）監督・脚本
- こちらジョージ・クルーニー探偵社2（2014年、ちちぶ映画祭）監督・脚本

## ドラマ作品
- スパイ道 「スパイ♥アリス」（2005年、BS-i）監督・脚本
- 音神 GIG TV！「ややうけライダー」（2005年、テレビ東京）監督
- 大根刑事（2007年、BS朝日）監督・脚本
- ケータイ刑事 銭形海（2008年、BS-i）監督
- ケータイ刑事 銭形命（2009年、BS-TBS）監督
- マノスパイ（2010年、BS-TBS・TBS）監督
- ゆるい （2016年、TOKYO MX）監督・脚本
- 闇芝居(生)（2020年、テレビ東京）監督
- まったり! 赤胴鈴之助（2022年、テレビ大阪・BSテレ東）監督・脚本
- あせとせっけん（2022年、MBS）監督
- あなたはだんだん欲しくなる（2022年、BS-TBS）監督
- 余命1ヶ月って言ったじゃん（2024年、 テレビ愛知・テレビ東京）監督
- アイスに愛される恋愛ドラマ「ピノ恋」（2024年、ピノTV・テレビ神奈川）監督

## テレビ番組
- 60歳のラブレター ～長塚京三舞台に綴る～（2005年、BS-i）
- ケータイ刑事 THE MOVIE を調査せよ!!（2006年、BS-i）
- 大地に学べ 栃木の化石発掘隊（2009年、サイエンスチャンネル）
- バイオカフェで会いましょう（2009年、サイエンスチャンネル）
- ミス・インターナショナル2010 〜世界が集う美の祭典〜（2010年、BS-TBS）
- アフタヌーン娘。TV（2010年、BS-TBS）
- ニック・カーター スペシャル（2011年、BS-TBS）

## PV作品
- YOSHII LOVINSON「at the BLACK HOLE Recording Documentary」（2004年）
- ニューロティカ 「燃えろ！88ライダードラゴン」（2005年）
- BES 「明日の風」（2011年）

## ビデオ作品
- TOKYOミニチュアフードガール（2003年）監督・脚本
- ケータイ刑事 銭形泪・黒川芽以style（フィギュア＋DVD）（2006年）監督・脚本
- ケータイ刑事 銭形命・岡本あずさstyle（フィギュア＋DVD）（2009年）監督・脚本
- 乳酸菌飲料販売員の女（2017年）監督